# Axel Wenblad
Axel Wenblad, född 30 juni 1949, är en svensk naturvetare och tidigare generaldirektör för Fiskeriverket.
Wenblad har en universitetsexamen i kemi och limnologi. Han har tidigare arbetat på Skanska, där han var chef för hållbar utveckling. Tidigare har han bland annat varit miljödirektör på länsstyrelsen i Västra Götalands län, miljöchef på Volvo och enhetschef på Naturvårdsverkets forskningsavdelning. Han har också arbetat med fiskeriresurser på FN:s Jordbruks- och Livsmedelsorganisation, FAO. 
Axel har även varit ordförande för WWF i Sverige samt ordförande i Kungsfenans jury för Hållbart fiske och är hedersdoktor vid Göteborgs universitet.